# Solveig Thomas
Solveig Ihta Maria Thomas (auch Solveig Eckard, Solveig Eckard-Haß, Solveig Haß; * 15. Mai 1928 in Graz; † 12. August 2017 in München) war eine österreichische Schauspielerin und Hörspielsprecherin, die vor allem durch ihre Bühnentätigkeit bekannt geworden ist.

## Leben
Nach dem Zweiten Weltkrieg erhielt Solveig Thomas ein erstes Bühnenengagement am renommierten Wiener Burgtheater, in dessen Ensemble sie bis 1949 blieb. Es folgten zwei Jahre am Düsseldorfer Schauspielhaus, von 1951 bis 1953 ein Intermezzo an den Städtischen Bühnen Frankfurt am Main, zwei weitere Spielzeiten am Düsseldorfer Schauspielhaus sowie ab 1955 ein langjähriges Engagement am Schauspielhaus Hamburg. In dieser Zeit verkörperte sie zahlreiche klassische Bühnenrollen wie die Ophelia in William Shakespeares Hamlet 1949 in Düsseldorf, das Käthchen von Heilbronn im gleichnamigen Stück von Heinrich von Kleist und die Thekla in Friedrich Schillers Wallensteins Lager 1953 in Frankfurt, die Titelrolle in Gotthold Ephraim Lessings Emilia Galotti und die Marei in Gerhart Hauptmanns Florian Geyer 1954 in Düsseldorf sowie modernere Dramenfiguren wie die Alma in Frank Wedekinds König Nicolo und die Lizzie in N. Richard Nashs Der Regenmacher 1955 in Hamburg.
Daneben arbeitete sie umfangreich als Sprecherin für Hörspielproduktionen. Auch hierbei lieh sie verschiedenen klassischen Bühnen- und Romanfiguren ihre Stimme wie Charlotte Brontës Jane Eyre, Friedrich Hebbels Julia und die Alison in John Osbornes Blick zurück im Zorn. Darüber hinaus übernahm sie Parts in Kinderhörspielen wie 1972 als Wassermannfrau in der Adaption von Otfried Preußlers Der kleine Wassermann für die Phonogram GmbH.
In Film- und Fernsehproduktionen war Solveig Thomas hingegen ein seltener Gast. Hier spielte sie vor allem in Adaptionen von Bühnenstücken und Literaturvorlagen wie Marcel Prousts Madame Aurélie, Lessings Minna von Barnhelm, Franz Peter Wirths Raskolnikoff nach Schuld und Sühne von Fjodor Dostojewski, Falk Harnacks Unwiederbringlich nach Theodor Fontane und Robert A. Stemmles Drama Du darfst nicht länger schweigen nach Kristmann Guðmundsson.
Solveig Thomas war mit dem Schauspielkollegen Max Eckard verheiratet, mit dem sie auch lange Zeit gemeinsam am Hamburger Schauspielhaus auftrat. Sie lebte in München, wo sie 2017 starb.

## Filmografie (Auswahl)
- 1955: Madame Aurélie
- 1955: Du darfst nicht länger schweigen
- 1957: Minna von Barnhelm
- 1959: Raskolnikoff
- 1960: Einer von sieben
- 1968: Unwiederbringlich
- 1971: Einer muß der Dumme sein

## Hörspiele (Auswahl)
- 1951: Der zerbrochene Krug, HR; Regie: Ulrich Lauterbach.
- 1952: Des Meeres und der Liebe Wellen, BR; Regie: Heinz-Günter Stamm.
- 1952: Liebelei, BR; Regie: Heinz-Günter Stamm.
- 1952: Die versunkene Glocke, BR; Regie: Heinz-Günter Stamm.
- 1953: Don Carlos, BR; Regie: Heinz-Günter Stamm.
- 1956: Julia, BR; Regie: Friedrich-Carl Kobbe.
- 1957: Heinrich der Achte und seine Frauen, RB; Regie: Oswald Döpke.
- 1958: Blick zurück im Zorn; BR; Regie: Harald Braun.
- 1959: Das Lied von Bernadette, BR; Bearbeitung: Fred von Hoerschelmann und Richard Miller; Regie: Heinz-Günter Stamm.
- 1959: Die Waise von Lowood, BR; Regie: Heinz-Günter Stamm; nach Charlotte Brontës Jane Eyre.
- 1959: Die Grille, BR; Regie: Heinz-Günter Stamm.
- 1959: Die Räuber, BR; Regie: Heinz-Günter Stamm.
- 1960: Izanagi und Izanami, NDR; Regie: Egon Monk.
- 1962: Rose Bernd, SDR; Bearbeitung: Otto Heinrich Kühner; Regie: Gustav Burmester.
- 1964: Auferstehung, SDR; Bearbeitung: Fred von Hoerschelmann, Regie: Cläre Schimmel.
- 1964: Ein Wintermärchen, NDR; Regie: Fritz Schröder-Jahn.
- 1966: Nathalie Sarraute: Die Lüge – Regie: Heinz von Cramer (Hörspiel – SDR/BR/RB)
- 1969: Peer Gynt, BR; Regie: Heinz-Günter Stamm.
- 1974: Theo Lingen: Kidnapping – Regie: Heinz Günter Stamm (Hörspiel – BR)
- 1983: Friederike Roth: Die einzige Geschichte, SDR; Regie: Heinz von Cramer; Hörspiel des Monats Februar 1984.